# Championnats d'Europe de judo 1999
Navigation
Édition précédente Édition suivante
Les championnats d'Europe de judo 1999 se sont déroulés à Bratislava, en Slovaquie. Pour ce qui est des épreuves par équipes, elles ont eu lieu à Istanbul, en Turquie les 22 et 23 octobre 1999 (voir article connexe). 

## Résultats

### Hommes
| Catégorie         | Or                 | Argent                 | Bronze                               |
| -60 kg            | Oscar Peñas        | Cédric Taymans         | Nestor Khergiani Natik Bagirov       |
| -66 kg            | Larbi Benboudaoud  | Girolamo Giovinazzo    | Hüseyin Özkan Victor Bivol           |
| -73 kg            | Giuseppe Maddaloni | Aleksei Budõlin        | Giorgi Vazagashvili Vitaly Makarov   |
| -81 kg            | Nuno Delgado       | Maarten Arens          | Graeme Randall Djamel Bouras         |
| -90 kg            | Daan De Cooman     | Algimantas Merkevičius | Mark Huizinga Rasul Salimov          |
| -100 kg           | Stéphane Traineau  | Paweł Nastula          | Alexander Mikhaylin Ariel Zeevi      |
| +100 kg           | Tamerlan Tmenov    | Semir Pepic            | Indrek Pertelson Selim Tataroğlu     |
| Toutes catégories | Selim Tataroğlu    | Ernesto Pérez          | Dennis van der Geest Alexandru Lungu |

### Femmes
| Catégorie         | Or                  | Argent              | Bronze                                 |
| -48 kg            | Sarah Nichilo-Rosso | Laura Moise         | Ann Simons Lioubov Brouletova          |
| -52 kg            | Deborah Allan       | Paula Saldanha      | Deborah Gravenstijn Raffaella Imbriani |
| -57 kg            | Isabel Fernández    | Magali Baton        | Cinzia Cavazzuti Michaela Vernerová    |
| -63 kg            | Gella Vandecaveye   | Jenny Gal           | Anja Von Rekowski Sara Álvarez         |
| -70 kg            | Ulla Werbrouck      | Ylenia Scapin       | Yvonne Wansart Úrsula Martín           |
| -78 kg            | Céline Lebrun       | Svetlana Panteleeva | Heidi Rakels Chloe Cowen               |
| +78 kg            | Irina Rodina        | Tsvetana Bozhilova  | Brigitte Olivier Sandra Köppen         |
| Toutes catégories | Katja Gerber        | Brigitte Olivier    | Clementina Papa Francoise Harteveld    |

## Tableau des médailles
| Rang | Pays               | Médaille d'or | Médaille d'argent | Médaille de bronze | Total |
| ---- | ------------------ | ------------- | ----------------- | ------------------ | ----- |
| 1    | France             | 4             | 1                 | 1                  | 6     |
| 2    | Belgique           | 3             | 2                 | 3                  | 8     |
| 3    | Russie             | 2             | 1                 | 3                  | 6     |
| 4    | Espagne            | 2             | 1                 | 2                  | 5     |
| 5    | Italie             | 1             | 3                 | 2                  | 6     |
| 6    | Portugal           | 1             | 1                 | 0                  | 2     |
| 7    | Allemagne          | 1             | 0                 | 4                  | 5     |
| 8    | Royaume-Uni        | 1             | 0                 | 2                  | 3     |
| -    | Turquie            | 1             | 0                 | 2                  | 3     |
| 10   | Pays-Bas           | 0             | 1                 | 4                  | 5     |
| 11   | Estonie            | 0             | 1                 | 1                  | 2     |
| -    | Roumanie           | 0             | 1                 | 1                  | 2     |
| 13   | Slovaquie          | 0             | 1                 | 0                  | 1     |
| -    | Bulgarie           | 0             | 1                 | 0                  | 1     |
| -    | Lituanie           | 0             | 1                 | 0                  | 1     |
| -    | Pologne            | 0             | 1                 | 0                  | 1     |
| 17   | Géorgie            | 0             | 0                 | 2                  | 2     |
| 18   | Azerbaïdjan        | 0             | 0                 | 1                  | 1     |
| -    | Biélorussie        | 0             | 0                 | 1                  | 1     |
| -    | Israël             | 0             | 0                 | 1                  | 1     |
| -    | Moldavie           | 0             | 0                 | 1                  | 1     |
| -    | République tchèque | 0             | 0                 | 1                  | 1     |

## Sources
- Podiums complets sur le site JudoInside.com.

- Podiums complets sur le site alljudo.net.

- Podiums complets sur le site Les-Sports.info.